# Tamako Kataoka
Tamako Kataoka (片岡 球子, Kataoka Tamako) est une artiste peintre japonaise du XXe siècle, née le 5 janvier 1905 à Sapporo (Hokkaidō) et morte le 16 janvier 2008. 

## Orientation biographique professionnelle
Tamako Kataoka est un peintre de portraits, de paysages, traditionnel à tendance occidentale. Elle prend la décision en 1923, de partir pour Tokyo et d'entrer dans la section de peinture japonaise traditionnelle ou (Nihon-ga), à l'Université Joshibi d'art et design, ou elle travaille sous la direction de Tadao Yoshimura et suit des cours de dessin avec Onichirō Tomita. En 1925, elle refuse de retourner dans sa famille afin de poursuivre ses études universitaires et se marier, et puis opte pour une carrière de peintre. L'année suivante, elle obtient son diplôme de l'Université Joshibi d'art et design et entre comme professeur à l'école primaire publique d'Ōka à Yokohama, où elle enseigne pendant trente ans. Elle est finalement nommée professeur de l'Université Joshibi d'art et design en 1955, où elle exerce 15 années durant. En 1962, elle visite l'Europe, en particulier la France, l'Angleterre et l'Italie. Devenue professeur responsable du département de Nihon-ga à l'Université préfectorale des arts d'Aichi en 1966, elle forme de nombreux élèves et cherche à moderniser le style classique. Nommée membre de l'Académie Nihongeijutsu-in en 1982, elle est décorée de l'Ordre de la Culture en 1989.

## Son parcours
Elle participe pour la première fois au Salon Inten en 1930, puis régulièrement à partir de 1939, obtenant la première place en 1943, le Prix du Ministre de l'Éducation en 1961. Elle est choisie pour représenter le Japon à la neuvième Biennale de São Paulo en 1967, et participe au Salon Comparaisons à Paris en 1976. Sa première exposition personnelle a lieu au grand magasin Mitsukoshi de Nihonbashi à Tokyo en 1959, où elle expose à nouveau en 1961. La galerie Tamenaga à Paris lui consacre une exposition en 1972, tandis que sa première rétrospective, en 1979, est montrée aux magasins Matsuya à Ginza et Matsuzakaya à Nagoya, au musée préfectoral d'Art moderne de Hokkaidō et à celui de Kamakura. Un hommage lui est rendu en 1990 à Tokyo et l'Espace des Arts Mitsukoshi-Étoile à Paris lui consacre une exposition en 1992.

## Technique en évolution
Formée au Nihon-ga, elle n'emploie ni les techniques, ni les matériaux de la peinture à l'huile occidentale, mais les pigments végétaux. Sa première grande série sur les acteurs du théâtre Kabuki, commencée en 1954, se poursuit pendant cinq ans. Ces scènes sont le plus souvent peintes sur des paravents. Vient ensuite le thème de la mer, à partir de 1959, puis celui des volcans, vers 1961, avant de s'orienter vers la représentation du Mont Fuji en 1968-1969. Le style de ces paysages montre une connaissance évidente de l'art occidental, par leur composition et leurs couleurs fauves. Elle retrouve l'emploie de couleurs vives, mais cernées par un graphisme traditionnel, dans les scènes typiquement japonaise du Bugaku, peintes entre 1961 et 1971. 

## Influence de style
À partir de 1966, elle se consacre à la représentation de portraits de personnages historiques : hommes politiques, chefs militaires, moines japonais, puis, vers 1971, de peintres d'Estampe de l'époque d'Edo, au XIXe siècle, tels Hokusai, ∑haraku, Hiroshige, qui influencent tant les peintres occidentaux. En 1983, Kataoka commence à peindre des nus féminins qui ressemblent à des sculptures de Maillot transposées dans le monde de la peinture japonaise. Ceci montre combien il est difficile de définir son art, à la fois classique japonais par sa technique, mais quelquefois redevable de l'art occidental par son style.

## Musées
- Hokkaidō Hakone : (Mus. Préfect. D'Art Mod.) :
  - Paysage d'Awa, daté 1963.
  - Paysage d'Izu, daté 1964.
  - Volcan éteint : le Mont Myōgi, daté 1966.
  - Le Mont Fuji, 1967.
  - Bagaku : Hassen, daté 1967.
  - Gagaku : Déesse et Konju, datée 1968.
  - Bugaku : Ni-no-maï, deuxième danse, vieux couple, daté 1969.
- Ibaraki (Mus. préfect. d'Art Mod.):
  - Le Mont Fuji au printemps, prunier, daté 1988.
- Kamakura (Mus. d'Art Mod.):
  - Volcan : le Mont Asama, daté 1965.
  - La mer, tourbillons, daté 1962.
  - Illusion, une scène de Bugaku, daté 1961.
  - Portrait d'Ashikaga Takauji, daté 1966.
  - Portrait d'Ashikaga Yoshimitsu, daté 1966.
  - Portrait d'Ashikaga Yoshimasa, daté 1968.
  - Portrait d'Haku-in, daté 1968.
  - Portrait de Nichiren, datés 1968.
  - Portraits d'Hōtaikō et de Kuroda Josui, daté 1970.
  - Portrait de Toshusai Sharaku, daté 1971.
  - Portrait de Katsushika Hokusai, daté 1971.
  - Portraits de Kitagawa Utamaro et de Torii Kiyonaga, datés 1972.
  - Portrait d'Ando Hiroshige, daté 1973.
  - Portrait de Chōbunsai Eishi, daté 1974.
  - Portraits du moine Yamazaki Ben-ei et de Komano Noritsugu, datés 1975.
  - Portrait de Toyokuni III après la prise du nom Kunisada, daté 1976.
  - Portrait de Toyokuni I, daté 1978.
- Kyoto (Mus. Nat. d'Art Mod.):
  - Portraits du moin zen du temple Myōshin-ji, et du grand maître zen du Kôbai-in, Tôkai Sekimon, 1984.
- Okayama (Mus. préfect. d'Art):
  -  Portraits du peintre d'ukiyo-e, Kuwagata Keisai et de l'écrivain populaire Santō Kyōden, datés 1981.
- Setagaya (Mus. d'Art):
  - Portrait du peintre d'ukiyo-e, Katsukawa Shunshō, daté 1987.